# ヨエル・アソロ
ヨエル・アソロ（Joel Asoro, 1999年4月27日 - ）は、スウェーデン・ストックホルム出身のプロサッカー選手。FCメス所属。ポジションはフォワード。

## 経歴

### クラブ
2011年、ヨン・グイデッティやルドビク・アウグスティンソンらを輩出してきたブロマポイカルナのユースチームに加入した。加入後、その才能に注目したマンチェスター・シティやマンチェスター・ユナイテッド、チェルシー、ユヴェントスなどが獲得に動いた。
2015年、サンダーランドに移籍した。2016年8月21日、プロデビューとなったミドルズブラ戦に出場し、クラブの最年少出場記録を塗り替えた。
2018年7月、スウォンジー・シティに4年契約で移籍した。
2019年8月15日、フローニンゲンに2019-20シーズン終了まで期限付き移籍。ダニー・バイス監督の下、リーグ戦15試合3得点を記録した。シーズン終了後にフローニンゲンはローンでの残留を希望したが、スウォンジーは購入オプションの行使のみ認めたため合意に至らなかった。
2020年9月16日、ジェノアに買取オプション付きのレンタル移籍が発表された。しかしここではまったく出場機会を得られなかった。
2021年2月8日にユールゴーデンへ4年契約で完全移籍し、初めて母国でプロとしてプレーすることとなる。
2023年8月25日、4年契約でフランスのメスに移籍。

### 代表
U-21スウェーデン代表デビュー時には、パリ・サンジェルマンをはじめミランやインテル、ボルシア・ドルトムント、バイエルン・ミュンヘン、RBライプツィヒ、ビジャレアル、バレンシア、オリンピック・リヨンなどの欧州の名だたる名門クラブのスカウトがデビュー戦を視察した。
2023年1月9日、フィンランドとの親善試合でA代表初出場。代表初得点も挙げた。

## 人物
両親はナイジェリアからの移民である。

## 個人成績

### クラブ
| 国内大会個人成績 | 国内大会個人成績     | 国内大会個人成績 | 国内大会個人成績   | 国内大会個人成績 | 国内大会個人成績 | 国内大会個人成績 | 国内大会個人成績 | 国内大会個人成績 | 国内大会個人成績 | 国内大会個人成績 | 国内大会個人成績 |
| 年度             | クラブ               | 背番号           | リーグ             | リーグ戦         | リーグ戦         | リーグ杯         | リーグ杯         | オープン杯       | オープン杯       | 期間通算         | 期間通算         |
| 年度             | クラブ               | 背番号           | リーグ             | 出場             | 得点             | 出場             | 得点             | 出場             | 得点             | 出場             | 得点             |
| イングランド     | イングランド         | イングランド     | イングランド       | リーグ戦         | リーグ戦         | FLカップ         | FLカップ         | FAカップ         | FAカップ         | 期間通算         | 期間通算         |
| ---------------- | -------------------- | ---------------- | ------------------ | ---------------- | ---------------- | ---------------- | ---------------- | ---------------- | ---------------- | ---------------- | ---------------- |
| 2016-17          | サンダーランド       | 29               | プレミアリーグ     | 1                | 0                | 2                | 0                | 1                | 0                | 4                | 0                |
| 2017-18          | サンダーランド       | 29               | チャンピオンシップ | 26               | 3                | 2                | 0                | 1                | 0                | 29               | 3                |
| 2018-19          | スウォンジー・シティ | 16               | チャンピオンシップ | 14               | 0                | 1                | 0                | 2                | 0                | 17               | 0                |
| オランダ         | オランダ             | オランダ         | オランダ           | リーグ戦         | リーグ戦         | リーグ杯         | リーグ杯         | KNVBカップ       | KNVBカップ       | 期間通算         | 期間通算         |
| 2019-20          | フローニンゲン       | 11               | エールディヴィジ   | 15               | 3                | -                | -                | 2                | 0                | 17               | 3                |
| イングランド     | イングランド         | イングランド     | イングランド       | リーグ戦         | リーグ戦         | FLカップ         | FLカップ         | FAカップ         | FAカップ         | 期間通算         | 期間通算         |
| 2020-21          | スウォンジー         | 16               | チャンピオンシップ | 0                | 0                | 1                | 0                | 0                | 0                | 1                | 0                |
| イタリア         | イタリア             | イタリア         | イタリア           | リーグ戦         | リーグ戦         | イタリア杯       | イタリア杯       | オープン杯       | オープン杯       | 期間通算         | 期間通算         |
| 2020-21          | ジェノア             | 45               | セリエA            | 0                | 0                | 0                | 0                | -                | -                | 0                | 0                |
| スウェーデン     | スウェーデン         | スウェーデン     | スウェーデン       | リーグ戦         | リーグ戦         | リーグ杯         | リーグ杯         | オープン杯       | オープン杯       | 期間通算         | 期間通算         |
| 2021             | ユールゴーデン       | 10               | アルスヴェンスカン | 26               | 3                | 2                | 0                | -                | -                | 28               | 3                |
| 2022             | ユールゴーデン       | 10               | アルスヴェンスカン | 29               | 6                | 3                | 0                | -                | -                | 32               | 6                |
| 2023             | ユールゴーデン       | 10               | アルスヴェンスカン | 16               | 3                | 5                | 1                | -                | -                | 21               | 4                |
| フランス         | フランス             | フランス         | フランス           | リーグ戦         | リーグ戦         | F・リーグ杯      | F・リーグ杯      | フランス杯       | フランス杯       | 期間通算         | 期間通算         |
| 2023-24          | メス                 | 99               | リーグ・アン       | 20               | 2                | -                | -                | 1                | 0                | 21               | 2                |
| 2024-25          | メス                 | 99               | リーグ・ドゥ       | 20               | 3                | -                | -                | 3                | 0                | 23               | 3                |
| 通算             | イングランド         | イングランド     | プレミアリーグ     | 1                | 0                | 2                | 0                | 1                | 0                | 4                | 0                |
| 通算             | イングランド         | イングランド     | チャンピオンシップ | 40               | 3                | 4                | 0                | 3                | 0                | 47               | 3                |
| 通算             | オランダ             | オランダ         | エールディヴィジ   | 15               | 3                | -                | -                | 2                | 0                | 17               | 3                |
| 通算             | イタリア             | イタリア         | セリエA            | 0                | 0                | 0                | 0                | -                | -                | 0                | 0                |
| 通算             | スウェーデン         | スウェーデン     | アルスヴェンスカン | 71               | 12               | 10               | 1                | -                | -                | 81               | 13               |
| 通算             | フランス             | フランス         | リーグ・アン       | 20               | 2                | -                | -                | 1                | 0                | 21               | 2                |
| 通算             | フランス             | フランス         | リーグ・ドゥ       | 20               | 3                | -                | -                | 3                | 0                | 23               | 3                |
| 総通算           | 総通算               | 総通算           | 総通算             | 167              | 23               | 16               | 1                | 10               | 0                | 193              | 24               |

### 代表
| スウェーデン代表 | 国際Aマッチ | 国際Aマッチ |
| 年               | 出場        | 得点        |
| ---------------- | ----------- | ----------- |
| 2023             | 2           | 1           |
| 通算             | 2           | 1           |